# Национална хокејашка лига 2012/13.
НХЛ сезона 2012/13. је 95. по реду сезона Националне хокејашке лиге (НХЛ). Сезона за разлику од последњих пет пута неће бити отворена утакмицом у Европи. Регуларни део сезоне почиње 11. октобра 2012. и трајаће је до 13. априла 2013. године.

## Промена система такмичења
Пресељење Атланта трешерса са југоистока Сједињених Америчких Држава у Манитобу у Канаду где је франшиза променила име у Винипег Џетси у лето 2011. довело је до дискусије како да се престроји лига од 30 клубова. Након неколико месеци нагађања, НХЛ управни одбор одлучио да уместо шест садашњих дивизија, клубови буду подељени у четири конференције. Према овом плану некадашња Западна конференција би се састојала од две конференције у којима би било по осам клубова. Некадашња Источна конференција би се састојала од две конференције од по седам клубова.
Прва четири клуба из сваке конференције би се квалификовали за плеј-оф. У регуларном делу сваки клуб ван своје конференције ће одиграти по један меч на страни и један у гостима да другим клубом из конференције. Противници у конференцији ће међусобно играти пет или шест мечева.
Конференције би требало да изгледају овако:
| A                  | Б                    | Ц                    | Д                    |
| ------------------ | -------------------- | -------------------- | -------------------- |
| Анахајм дакси      | Чикаго блекхокси     | Бостон бруинси       | Каролина харикенси   |
| Калгари флејмси    | Коламбус блу џакетси | Буфало сејберси      | Њу Џерзи девилси     |
| Колорадо аваланчи  | Далас старси         | Флорида пантерси     | Њујорк ајландерси    |
| Едмонтон ојлерси   | Детроит ред вингси   | Монтреал канадијанси | Њујорк ренџерси      |
| Лос Анђелес кингси | Минесота вајлдси     | Отава сенаторси      | Филаделфија флајерси |
| Финикс којотси     | Нешвил предаторси    | Тампа беј лајтнингси | Питсбург пенгвинси   |
| Сан Хозе шаркси    | Сент Луис блуз       | Торонто мејпл лифси  | Вашингтон капиталси  |
| Ванкувер канакси   | Винипег џетси        |                      |                      |

## Регуларни део сезоне

### Зимски класик 2013.
НХЛ Зимски класик 2013. ће бити шести по реду Зимски класик, утакмица у НХЛ-у која ће бити одиграна 1. јануара 2013. на отвореном
Утакмица ће бити одиграна на Мичиген стадиону који је намењен за амерички фудбал, а који припада Универзитету Мичиген, између Детроит ред вингса и Торонто мејпл лифса.